# Légion des volontaires français contre le bolchevisme
Pour les articles homonymes, voir Légion.
Ne pas confondre avec la Légion française des combattants
La Légion des volontaires français contre le bolchévisme, dite Légion des volontaires français (LVF), ou « Infanterie Regiment 638 » en allemand pour sa partie combattant au sein de la Wehrmacht, est une organisation créée le 8 juillet 1941, soit quinze jours après le déclenchement de l'invasion de l'URSS par l'Allemagne. Cette légion est soutenue par des partis collaborationnistes français, notamment le Rassemblement national populaire (RNP) de Marcel Déat, le Parti populaire français (PPF) de Jacques Doriot et le Mouvement social révolutionnaire (MSR) d'Eugène Deloncle.
En juin 1942, le gouvernement de Vichy tente de la récupérer en la transformant en Légion tricolore sous son contrôle, mais abandonne en décembre 1942 face à l'opposition catégorique des Allemands. En septembre 1944, sa partie combattante, l'« Infanterie Regiment 638 », est dissoute sur décision des Allemands et ses effectifs sont principalement intégrés à la Division SS Charlemagne. La LVF utilisait comme étendard le drapeau tricolore français.

## Création

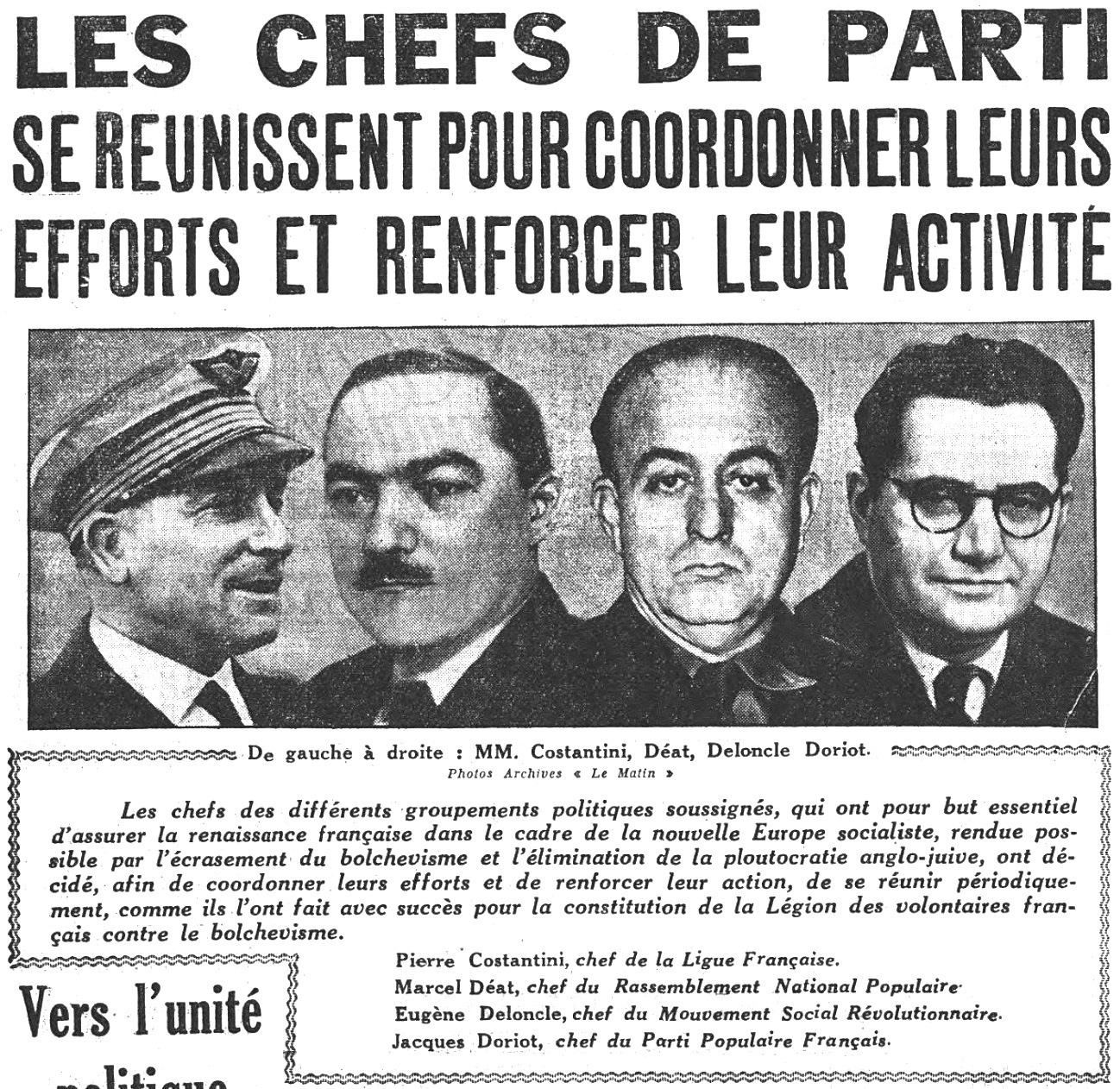
Manifeste publié dans Le Matin du 10 octobre 1941. De gauche à droite : Costantini (Ligue française), Déat (RNP), Deloncle (MSR) et Doriot (PPF).

La LVF est une association loi de 1901 dont le siège national était situé 12 rue Auber (ancien local d'Intourist) ou 19 rue Saint-Georges dans le 9e arrondissement de Paris. Elle était dirigée dans la Zone occupée par un Comité central chargé du recrutement, dont faisaient partie Eugène Deloncle, Jacques Doriot, Marcel Déat, Marcel Bucard, Pierre Costantini, Paul Chack et Pierre Clémenti, tandis que le recrutement dans la Zone libre était confié, selon les journaux de l'époque, à un Comité d'action à Marseille, dirigé par Simon Sabiani.
Un Comité d'honneur donnait sa caution morale. Des personnalités y participent : le cardinal Baudrillart, recteur de l'Institut catholique de Paris, le chanoine Alphonse Tricot, vice-recteur, les académiciens Abel Bonnard et Abel Hermant, le président de la Fédération de la presse Jean Luchaire, le savant Georges Claude, l'écrivain Alphonse de Châteaubriant, Auguste Lumière, etc. ; ainsi que, plus marginalement, des dirigeants du Parti national breton comme Alan Heusaff, Yves Le Négaret et Taldir Jaffrennou. Son organe de presse était Le Combattant européen, dont le rédacteur était Marc Augier.
Hitler accepta le concours de volontaires français avec beaucoup de réticence. Il refusa que la création de la LVF entraîne une quelconque obligation envers le gouvernement français et que son effectif dépasse les 15 000 hommes.
De son côté, le gouvernement de Vichy, malgré la collaboration d'État et la signature des protocoles de Paris (mai 1941), prétendait officiellement être neutre dans le conflit mondial et faisait mine d'être rétif à tout ce qui pouvait déboucher sur une collaboration militaire, interdisant aux soldats de l'armée d'Armistice de s'engager dans la LVF. Pétain a eu une attitude ambiguë envers la LVF : il déclara sa sympathie pour l'initiative dont les membres détiendraient « une part de notre honneur militaire » et que « leur sacrifice, contribuant à écarter de nous le péril bolchevique, protège notre pays en sauvant également l’espoir d’une Europe réconciliée » (lettre à des volontaires publiée dans le journal du PPF). Il désapprouvera cependant ensuite le port de l'uniforme allemand et gardera une attitude distante envers cette unité.
Ceci n'empêcha pas le gouvernement de Vichy, sous l'égide de Laval et de son secrétaire d'État Jacques Benoist-Méchin, de tenter en juin 1942 de transformer la LVF, association loi de 1901, en Légion tricolore entièrement sous son contrôle et d'en faire une force française qui pourrait combattre pour la France, selon des objectifs fixés par la France. Face à l'opposition formelle des Allemands, la Légion Tricolore n'existera quasiment que sur le papier jusqu'à sa dissolution en décembre 1942.

## Difficultés de recrutement

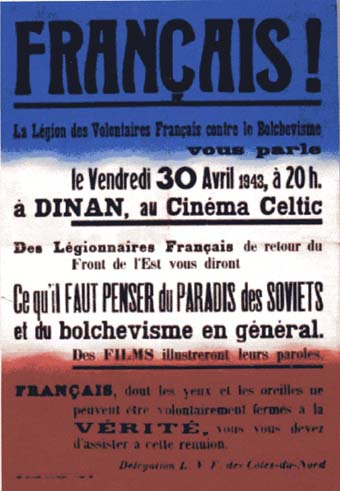
Affiche de propagande de la LVF.

Une fois la LVF créée sur le papier, les partis collaborationnistes qui la composent en organisent le recrutement. Le recrutement débute officiellement le 7 juillet. D'abord en Île-de-France dans une soixantaine d'anciens commerces israélites, puis dans 320 centres en zone occupée. En zone libre, le premier bureau est ouvert à Marseille le 10 juillet.
La propagande s'empare du sujet et les partis donnent des chiffres abracadabrants. Déat parle dans L'Œuvre de plus de 10 000 volontaires inscrits rien qu'en zone occupée le 16 juillet 1941. La presse et la radio ne sont pas en reste. En théorie les Russes blancs sont interdits, mais dans les faits ils sont acceptés. Le 22 juillet, on annonce que les militaires de carrière sont interdits, que seuls les hommes ayant fait leur service seront autorisés à combattre, les autres seront auxiliaires (palefreniers, chauffeurs, cuisiniers, etc.), mais ce dernier point ne sera pas respecté. Le 23, on annonce que la solde sera la même que pour les alliés du Reich. Le 24 juillet, les 5 membres du comité directeur du RNP annoncent s'engager (seuls 2 tiendront parole).
Le 21 août, on apprend que la LVF portera l'uniforme allemand et ils prêteront un serment de fidélité à Hitler.
Dans les faits, le recrutement est extrêmement difficile. D’une part, parce que la population, en proie à des privations et des difficultés de toutes sortes, a des préoccupations plus immédiates que cette guerre à plusieurs milliers de kilomètres. D’autre part, parce qu’elle est extrêmement réticente à l'idée de voir des soldats français combattre aux côtés des Allemands, nos ennemis héréditaires. Enfin, ces derniers détenant environ 1.700.000 prisonniers de guerre français, c’est autant moins d’hommes susceptibles de pouvoir s'enrôler dans la LVF. 
On comprend donc aisément le peu d'enthousiasme des Allemands à investir dans cette opération qui nécessiterait de former des hommes n'ayant, pour la plupart, aucune expérience du combat et manquant de discipline. C'est pourquoi les conditions de recrutement imposées par les Allemands sont draconiennes et écartent les 2/3 des candidats. Sur les 100 000 combattants espérés au départ, seuls 12 000 sont enrôlés.
Face à cette situation, les partis réagissent en promettant monts et merveilles aux Français, comme la libération de deux prisonniers de guerre en échange d'un soldat à la LVF. Le recrutement donne aussi parfois lieu à de véritables escroqueries. En effet, l'engagement donnait le droit à une prime. Certains disparaissent dans la nature une fois l'argent touché, d'autres s'inscrivent plusieurs fois, etc. Ces fraudes ne sont pas punissables comme des désertions, la LVF n'étant pas une autorité militaire mais une association.

## Critères de recrutement et rémunération
Les critères de recrutement sont précis. Diverses conditions sont exigées des postulants :
- être Français de « souche aryenne », ce qui n'empêchera pas quelques Noirs antillais (Norbert Désirée par exemple)[15] et des Maghrébins (dont Saïd Mohammedi) ainsi que des Juifs[16] de se retrouver sur le front de l'Est[17] ;
- avoir un casier judiciaire vierge ;
- avoir entre 18 et 30 ans pour les soldats, jusqu'à 40 ans pour les officiers (ces critères ne seront pas respectés) ;
- avoir une excellente condition physique, mesurer au moins 1,60 m, avoir une bonne vision et une excellente denture.

Les soldes, les mêmes que celles des soldats allemands, sont réglées par le Reich. Un soldat célibataire touche 1 200 francs par mois, 2 400 francs s'il est au front (un ouvrier gagne en France environ 25 francs par jour travaillé, soit environ 650 francs par mois).
Un adjudant peut gagner 5 000 francs et un commandant 10 000 francs par mois. Ces soldes sont définies dans le guide Légion des Volontaires Français contre le Bolchevisme - Ce que tout Français doit savoir.

## Effectifs
Le 27 août 1941, sur 1 679 volontaires, 800 sont réformés dont 707 pour mauvaise denture.
Le 4 septembre, le 1er bataillon regroupe 25 officiers, 803 sous-officiers et troupiers.
Le 20 septembre, le 2e bataillon comprend 27 officiers, 150 sous-officiers et 619 troupiers.
Le 12 octobre, 21 officiers, 125 sous-officiers et 498 troupiers forment la compagnie d’état-major et deux compagnies d'engins et complètent le 2e bataillon.
Le 30 octobre, ces effectifs qui forment le 638e régiment d'infanterie partent pour le front. Pendant l'hiver, un 3e bataillon est recruté, mais au printemps les pertes ont été telles qu'il ne demeure que 2 bataillons.
Sur les 13 400 hommes qui se sont présentés pour s'engager tout au long de l'existence de la Légion des volontaires français, 4 600 ont été refusés à la visite médicale (une mauvaise denture était un facteur éliminatoire), 3 000 ont été exclus pour diverses raisons, au total seuls 5 800 hommes ont été recrutés. Selon Pierre Rusco qui finira sous-officier dans la LVF, les deux tiers des engagés venaient de la légion étrangère, ce qui indiquerait que le goût de l'aventure et des combats ait été une motivation importante.
Plus globalement, les faibles effectifs de la LVF traduisent une difficulté profonde des Français à l'engagement militaire aux côtés des nazis : avec jamais plus de 6 500 combattants simultanément engagés, la France eut la plus faible contribution en volontaires de toute l'Europe collaborationniste, seules la Suisse et la Suède, pays neutres, en fournissant moins. À titre de comparaison, le collaborationniste Léon Degrelle leva plus de 20 000 volontaires belges francophones, pour une population plus de dix fois inférieure. Si l'on ajoute à la LVF, les Waffen SS, les engagés dans la Kriegsmarine, dans la NSKK (organisation paramilitaire nazie de transport), etc. Selon Gérard Le Marec, le nombre de Français sous le casque allemand approcherait les 40 000, c'est-à-dire un chiffre équivalent à celui des engagés dans la France libre avant le ralliement de l'AFN aux côtés des Alliés. Cependant, ces chiffres sont à prendre avec recul : lors du débarquement de Normandie, l’ambassadeur allemand Otto Abetz évalue le nombre total de combattants français et wallons sous uniforme allemand à seulement 4 500.
La LVF recruta un certain nombre de collaborationnistes convaincus comme Jacques Doriot mais également une proportion considérable d'aventuriers, de marginaux, de repris de justice, quelques Russes blancs, et même, mais de façon marginale, des anciens des Brigades internationales en rupture avec le communisme. De nombreux cadres et soldats furent réformés ou chassés pour ivrognerie, vols ou incompétence. La qualité combative n'y gagna rien.

## Entraînement
La caserne nationale de la LVF se trouvait à Versailles (caserne Borgnis-Desbordes). Ce fut là que lors du premier défilé de la LVF à peine constituée, le 27 août 1941, le résistant affilié à l'Action française Paul Collette tira devant les caméras sur Pierre Laval et Marcel Déat, qu'il blessa tous deux. Aussitôt arrêté, il avouera s'être engagé uniquement pour réaliser cette action. Le geste, retentissant, eut lieu en présence des plus hauts dignitaires de la collaboration et d'éminents représentants des autorités allemandes.
Fait symbolique de la collaboration, c'est dans la caserne qui accueillait le premier défilé de la LVF que le drapeau français flotta pour la première fois depuis juillet 1940 en zone occupée.
La Wehrmacht se méfiait de ces soldats français, dont l'état-major était divisé entre divers mouvements politiques rivaux, et la troupe issue de multiples mouvances et origines sociales opposées. On aurait entendu le maréchal Walther von Brauchitsch, commandant en chef de la Wehrmacht, proclamer qu'il utiliserait la LVF à décharger les patates… Cette rumeur rapportée par Saint-Loup ne repose sur aucun document, aucun témoignage. Et, de fait, la LVF n'a pas déchargé « les patates » mais combattu.
Sous le commandement du colonel Roger Henri Labonne (1881-1966), acteur de la collaboration de la France avec l'Allemagne dès 1940 qui dirige d'août 1941 à mars 1942 la branche combattante de la LVF, le premier contingent de Français (25 officiers et 803 sous-officiers et soldats) arrive le 6 septembre 1941 au camp d'entrainement de Dęba dans le Wehrkreis VIII, en Pologne occupée, pour former le 1er bataillon du 638e régiment d'infanterie au sein de la Wehrmacht Heer. Les volontaires doivent revêtir l'uniforme allemand, seul un insigne tricolore surmonté du mot « France » les différenciant du reste des troupes allemandes régulières. Quelques volontaires vont préférer rompre leur engagement à ce moment-là, dont Marcel Bucard, pour d'autres comme Edgar Puaud ce n'est pas un problème : « Oh ! Je le sais, on l'a traînée dans la boue. Elle porte l'uniforme "Feldgrau", cela suffit… Dites seulement aux Français que ceux qui se battent à l'Est sont de vrais Français qui se battent pour leur pays ». Les obstacles sont rapidement surmontés avec l'aide enthousiaste du prêtre de l'unité, Mayol de Lupé, un fervent catholique national-socialiste. Les soldats seront autorisés à porter l'uniforme français en congé en France.

## Sur le front

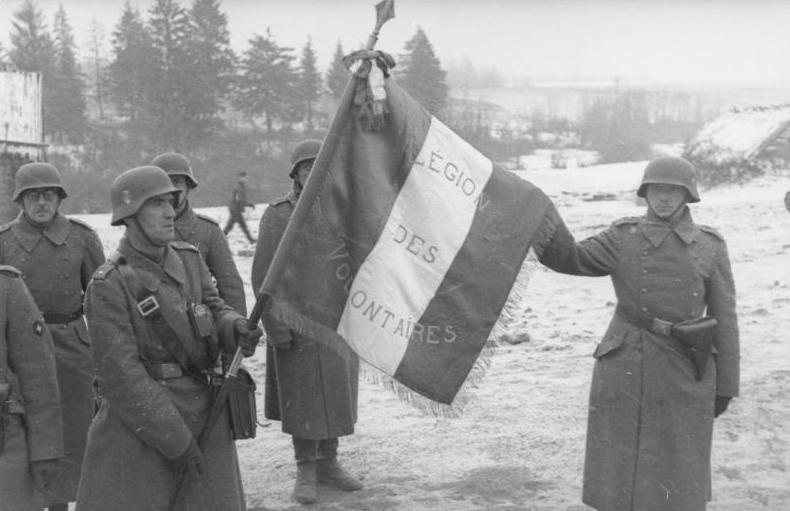
Soldats de la LVF sur le front soviétique en novembre 1941.

Fin novembre, les deux premiers bataillons arrivent en URSS. Ils montent en première ligne le 1er décembre 1941 au sud du lac de Djukowo, à une soixantaine de kilomètres de Moscou. Ils sont décimés par les combats et surtout par le froid intense. Les survivants sont relevés le 7 décembre. La LVF se disloque : seuls quelques dizaines de rescapés reviendront en France.
Au printemps 1942, la LVF est reconstituée avec les rescapés de l'hiver et plusieurs centaines de volontaires. Elle ne sera plus engagée directement sur le front, mais participe à combattre les groupes de partisans de la région de Briansk et à des opérations de représailles massives contre les civils russes, aidant la Wehrmacht et la Waffen-SS à brûler des villages entiers et participe à des massacres de masses.Parfois de leur propre initiative (massacre du village de Sytsch). Toutefois, à d'autres moments, comme au printemps 1943, les légionnaires français sont prudents et préfèrent adopter une sorte de modus vivendi tacite avec les partisans soviétiques.

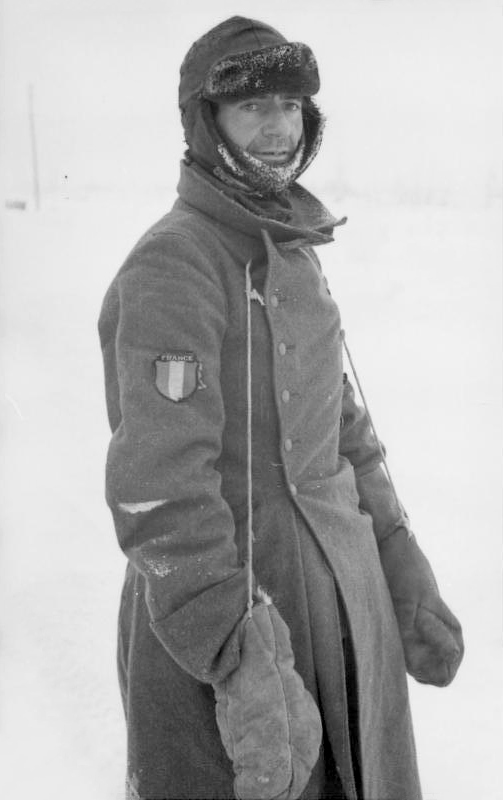
Un soldat de la LVF près de Viazma en Russie en novembre 1941.

Fin 1943, au cours d'un meeting qui se tient au Vel’ d’Hiv’ à Paris, les membres de la LVF prêtent serment à Adolf Hitler. Jacques Doriot est quant à lui décoré de la Croix de fer allemande pour sa campagne en Union soviétique .
Le commandant Edgar Puaud dirige la LVF de septembre 1943 jusqu'à sa dissolution en juillet 1944. Son premier porte-drapeau, grièvement blessé au combat, mort à Paris des suites de ses blessures le 4 juillet 1943 est Constantin Amilakvari, ancien adjudant-chef de la Légion étrangère. Il est le frère du colonel Dimitri Amilakvari tué le 24 octobre 1942 sur le plateau d'El Himeimat, lors de la Seconde bataille d'El Alamein, à la tête de la 13e demi-brigade de Légion étrangère des Forces françaises libres. L'oncle du futur président de la République Georges Pompidou, le lieutenant Frédéric Pompidou, sert également dans la LVF ; après la guerre, il s'engage dans la Légion étrangère et finit sa carrière comme capitaine à Sidi Bel Abbès.
Avec le succès soviétique de l'opération Bagration en juin 1944, la LVF est entraînée dans la débâcle du front russe. Durant leur retraite, la LVF a pour ordre de stopper l'avance soviétique. Le 26 et 27 juin, au moins 600 soldats de la LVF, commandés par Jean Bridoux, se battent aux côtés de quatre chars Tigre près de la rivière Bobr en Russie blanche. Ce sera sans doute leur plus beau coup militaire puisque, non seulement, ils parviennent à stopper la progression soviétique pendant quelques jours, mais ils détruisent aussi un grand nombre de blindés. D'après l'auteur Saint-Loup, les journaux soviétiques auraient écrit sur cette bataille : « […] sur la rivière Bobr, des unités blindées appartenant aux deux fronts de Russie blanche se sont heurtées à la résistance de deux divisions françaises », alors qu'en réalité les Français n'étaient qu'au nombre de 600.

## Passage à la Waffen-SS
En juillet 1944, Heinrich Himmler donne l'ordre du démantèlement de la LVF. Son intention est d'intégrer ses membres et d'une manière générale tous les volontaires étrangers dans la Waffen-SS, qui comprend déjà un certain nombre de volontaires français depuis le 23 juillet 1943. La dissolution officielle de la LVF est prononcée le 1er septembre 1944. L'aumônier général Jean de Mayol de Lupé intervient pour apaiser les inquiétudes des légionnaires liées à l'intégration dans la Waffen SS.
La plupart des 1 200 rescapés de la LVF sont regroupés avec les survivants d'autres unités auxiliaires de la Wehrmacht dans la 33e Division SS Charlemagne qui sera pratiquement anéantie au début de l'année 1945 (engagement en Poméranie).
Ironie de l'histoire, la LVF livra des combats particulièrement durs devant Dantzig, six ans après que le futur chef collaborationniste Marcel Déat eut exhorté ses compatriotes à ne pas « mourir pour Dantzig ». De même, il arriva aux Waffen-SS français de se heurter à des troupes d'antifascistes allemands constituées en URSS : c'était symboliser combien dans la Seconde Guerre mondiale, le conflit idéologique inédit l'emportait sur la dimension classique d'affrontement entre nations.
Quelques Français de l'ex-LVF (dont Eugène Vaulot) figureront encore parmi les derniers défenseurs du bunker de Hitler à Berlin, fin avril - début mai 1945 face à l'Armée rouge. Ces soldats français ont été parmi les derniers défenseurs de Berlin aux côtés de Waffen SS scandinaves et de volontaires des Jeunesses hitlériennes, au sein du Bataillon Charlemagne.

## Après-guerre
Jusque dans les années 1990, les pensions étaient versées par le gouvernement allemand aux anciens combattants français de la division SS Charlemagne. En 2019, d'anciens collaborateurs en Belgique, en Espagne dont certains anciens combattants franquistes, en Grande-Bretagne, en Suède ou encore en Suisse touchent des pensions d'anciens combattants.
L'un des derniers combattants français sous l'uniforme allemand, Henri Fenet, un chef de bataillon, est mort en septembre 2002. Il avait reçu la croix de chevalier de la Croix de fer, en avril 1945.